# Увайс II
Увайс II — джалаїрський правитель південного Іраку.

## Життєпис
Син султана Шах Валада та Тадун-хатун. У 1411 році разом з братом султаном Махмудом перебрався з Багдаду до Шуштару. Фактичну владу зберегла його мати. У 1415 році після смерті Тадун-хатун увайс повалив свого брата Султана Махмуда і став правителем держави Джалаїрідів. Намагався відродити державу. До 1417 року зумів зайняти Нижню Месопотамію з Басрою. 
Воював проти Кара-Коюнлу. У 1421 роцы загинув під час війни з Ібрагімом Мірзою з династії Тимуридів. Владу перебрав брат Мухаммад.